# Caló des Màrmols
Caló des Màrmols (‚kleine Marmorbucht‘), kastilisch Cala Mármols, ist eine Bucht im Südosten der spanischen Baleareninsel Mallorca. Sie befindet sich an der Küste der Gemeinde Santanyí südwestlich des Ortes Cala Llombards in Richtung Cap de ses Salines, dem Südkap Mallorcas.

## Lage und Beschreibung
Die Caló des Màrmols befindet sich 3,7 Kilometer südwestlich der Siedlung S’Almunia oder S’Almonia, einem Teil des Ortes Cala Llombards. Der Hauptort der Gemeinde Santanyí liegt 7,4 Kilometer nordöstlich der Bucht, der nächste größere Ort Es Llombards 5,6 Kilometer nördlich. Das Hinterland der Caló des Màrmols bildet das Anwesen (katalanisch possesió) Rafal des Porcs. Die Bucht wird im Südwesten von der Punta des Màrmols und im Nordosten vom Gebiet von sa Dent begrenzt. Sie zieht sich etwa 200 Meter nach Nordwesten ins Inselinnere.
An der Nordwestseite der Caló des Màrmols befindet sich ein etwa 40 Meter langer und 18 Meter breiter Sandstrand. Er wird durch die Steilküste eingerahmt und ist mit größeren Felsen durchsetzt. Die Größe der Sandfläche variiert, bei starkem Wellengang wird sie überspült. Am Ufer kann es zu Seegrasablagerungen kommen. Auf dem Steilufer und hinter dem Strand wachsen wenige Kiefern und Strauchwerk bis in den Felseinschnitt hinein, der durch den an der Bucht mündenden Torrent des Màrmols ausgewaschen wurde, der nur selten Wasser führt.

## Zugang
Der Straße MA-6110, die zwischen Es Llombards und Ses Salines beginnt, bis zum Cap de ses Salines am südlichsten Punkt Mallorcas folgen. Hinter dem Gelände des Leuchtturms beginnt ein etwa 5,5 Kilometer langer Küstenwanderweg nach Nordosten. In Wanderführern wird eine Laufzeit von ca. 1½ Stunden ausgewiesen.